# Paulònia
La paulònia (Paulownia tomentosa) és una planta amb flor de la família de les paulowniàcies.

## Característiques
És una espècie d'arbre caducifoli originari del centre i oest de la Xina. Als Estats Units hom el considera una planta invasora.
Arriba a fer de 10 a 25 m d'alçada.
Les fulles tenen forma de cor amb cinc lòbuls i fan de 15 a 40 cm. Tenen disposició oposada. Les fulles joves poden ser més grosses que les fulles ja madures.
Les flors surten al principi de la primavera disposades en panícula de 10-30 cm de llarg, amb una corol·la tubular de color porpra que fa de 4 a 6 cm de llarg.
El fruit és una càpsula ovoide de 3-4 cm de llarg que conté nombroses llavors que es dispersen pel vent i per l'aigua.

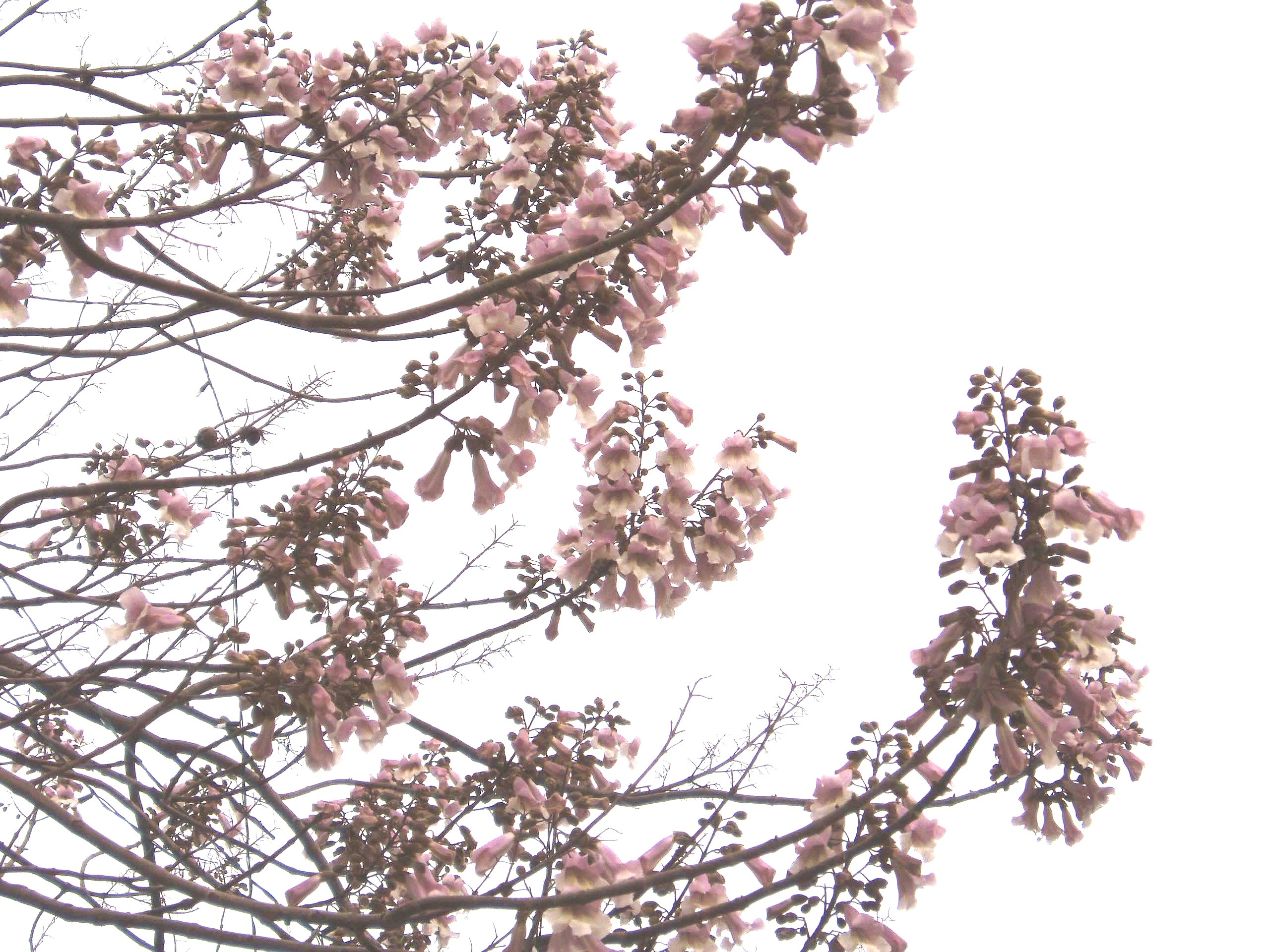
Paulònia florida
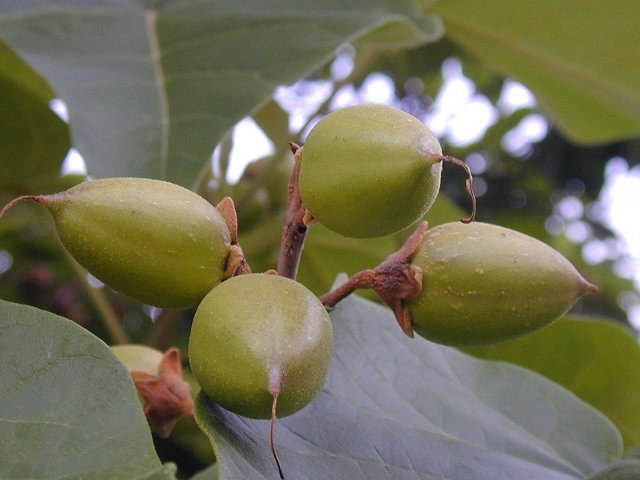
Llegums verds
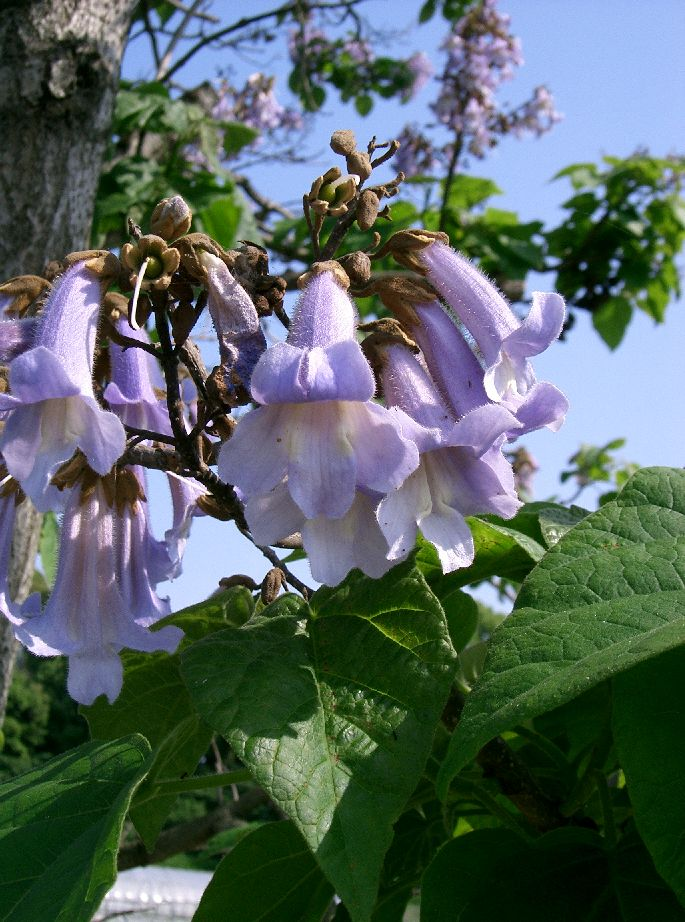
Detall de la inflorescència

## Usos
És una planta pionera, ja que en cas d'incendi rebrota fàcilment. No és exigent pel que fa als sòls però no suporta l'ombra d'altres arbres. A la Xina era un arbre molt popular que entre altres usos servia per empaquetar les exportacions de porcellana durant el segle xix.
És molt utilitzada com a planta ornamental i actualment es planta a Barcelona, ja que es diu que absorbeix fins a 10 vegades més CO₂ que altres arbres.